# Quint Cecili Metel Crètic (cònsol 69 aC)
Quint Cecili Metel Crètic (llatí: Quintus Caecilius Metellus Creticus) va ser un magistrat romà. La seva ascendència és dubtosa, ja que no podia ser fill de Quint Cecili Metel Macedònic, com diu Florus, i se'l suposa fill de Gai Cecili Metel Caprari. Formava part de la gens Cecília, d'origen plebeu, i de la família dels Metel.
Va ser elegit cònsol l'any 69 aC amb Quint Hortensi Hòrtal i se li va encarregar la guerra a Creta que Hortensi havia refusat. L'any 68 aC va deixar Itàlia amb tres legions i va estar-se dos anys sencers fent la guerra per sotmetre l'illa, i no va tornar a Roma fins al tercer, el 66 aC. La dificultat de la conquesta es va agreujar per la interferència injustificable de Pompeu. Va conquerir Cydonia, Cnossos i altres ciutats però els cretencs no es van voler rendir a ell i van enviar una submissió a Gneu Pompeu del que esperaven un millor tracte. Com que Pompeu havia rebut gràcies a la Lex Gabínia de piratis el comandament suprem al Mediterrani per la lluita contra els pirates, tenia un pretext per interferir en els afers de Creta.
Pompeu va enviar els seus llegats (encapçalats per Luci Octavi i després per Luci Corneli Sisenna) a rebre la submissió. Metel va ignorar a Pompeu i va seguir conquerint ciutats mentre els cretencs augmentaven la resistència encoratjats pels llegats de Pompeu. Metel va conquerir Eleuterna i Lappa i en aquesta darrera Octavi va ser fet presoner i alliberat, amb repulsió, per Metel (Sisenna mentre havia mort). Octavi va usar les tropes dels dos llegats en combatre a Metel al costat dels cretencs, però les tropes es van retirar de l'illa per alguna raó que no s'ha arribat a conèixer i Octavi es va refugiar amb Aristó a Hierapytna (actual Ieràpetra), d'on va fugir en arribar Metel, abandonat als cretencs a la seva sort. Finalment Lastenes de Creta i Panares, els principals dirigents cretencs, van fer submissió a Metel i la guerra es va acabar.
L'any 66 aC Metel va tornar a Roma però els partidaris de Pompeu al senat li van negar els honors del triomf. Metel no hi volia renunciar, i es va esperar als afores de la ciutat per veure si milloraven les circumstàncies. La seva paciència era tant gran com el seu desig d'honors, perquè l'any 63 aC encara esperava poder entrar a la ciutat quan va esclatar la conspiració de Catilina. Llavors se'l va enviar a la Pulla per fer front a la revolta d'esclaus induïda pels conspiradors. L'any següent, el 62 aC, a la mort de Catilina, va poder fer l'entrada triomfal a Roma i va rebre el títol de Crètic, que també portaren els seus descendents. No obstant els dos caps rebels, Làstenes i Pànares, que havien d'adornar el seu triomf, van ser obligats per un tribú de la plebs a rendir-se davant Pompeu.
Crètic, com era d'esperar, es va unir a altres dirigents aristocràtics per oposar-se a Pompeu i van impedir que els actes d'aquest a Àsia fossin ratificats pel senat. L'any 60 aC el senat el va enviar amb dues persones més a inspeccionar els afers de la Gàl·lia. El 57 aC va entrar al col·legi de pontífex. Va morir poc després.